# 風の色
『風の色』（かぜのいろ）は2018年1月26日に公開された日韓合作映画。監督は『猟奇的な彼女』をはじめとした“彼女シリーズ3部作”で新世代ラブストーリーの名手の名を確立したクァク・ジェヨンで、北海道の知床と東京を舞台に同じ容姿をした2組の男女が時空を超えて出会うラブストーリー。本作は神秘的でミステリアスな雰囲気を強調するために「マジック」と「ドッペルゲンガー」をキーワードとしているが、監督は「自分史上、最高のラブストーリー」であると自負している。タイトルは監督が北海道で愛飲していたお酒の名前からとられた。

## 製作
本作は構想から公開までに長い期間を要している。監督が2002年にゆうばり国際ファンタスティック映画祭に参加するために初めて北海道を訪れた際、「いつか神秘的な北海道で映画を作りたい」と思い、2007年に企画を立ち上げる。北海道で複数回のシナリオハンティングを行った後、2010年に制作開始。そして様々な事情で休止が繰り返される中でプロットが練られ、2015年3月10日にクランクイン。オホーツク海、網走、知床ウトロ港など北海道を中心に大規模なロケを行い約43日間撮影され、4月末にクランクアップした。
富川国際ファンタスティック映画祭の特別上映作品に選ばれ、撮影から2年後の2017年7月13日に初上映。監督のクァク・ジェヨン、主演の古川雄輝、藤井武美の3人が現地に赴き、レッドカーペットを歩いた。
日本では2017年11月29日に完成披露試写会が行われ、2018年1月26日よりTOHOシネマズ日本橋他、全国約100館で公開された。韓国では同年4月5日から公開予定。
シカゴで2018年3月13日に開催された「Asian Pop-Up Cinema」でオープニング上映され、古川も現地入りして取材を受けた。

## キャスト
- 涼 / 隆 - 古川雄輝
- 川口ゆり / 最上亜矢 - 藤井武美
- 川口竜馬 - 石井智也
- 渡辺清文 - 袴田吉彦
- 橘田 - 小市慢太郎
- 川口かなえ - 中田喜子
- 「フーディーニ」マスター - 竹中直人
- いとうまい子、鈴木正幸、野添義弘、小林正寛、中脇樹人、大谷英子、広澤草、高杉航大、松熊つる松、今井あずさ、河西美希、田口寛子、星野晶子、新井量大、春延朋也、矢崎文也 ほか

## スタッフ
- 監督・原案・脚本 - クァク・ジェヨン
- 主題歌 - 華原朋美「風の色」（UNIVERSAL J）[4]
- 挿入歌 - プロフェッサー・グリーン「Read All About It(Feat Emeli Sande)」[1]
- 音楽 - キム・ジュンソン
- 撮影 - イ・ソンジェ、パク・チョンボク
- 水中撮影 - 中村征夫
- 編集 - ホン・ジェヒ
- 監督補 - 岡田圭、Han Gyu-Tae
- マジック監修 - Mr.マリック
- 操演・スタント - 高橋昌志
- VFX - Magnon Studio
- MA - Livetone
- DI - Cinemate
- 撮影協力 - 札幌市経済観光局、さっぽろ産業振興財団、札幌フィルムコミッション、北見市、網走市、斜里町、美幌町、弟子屈町、網走市観光協会、ウトロ漁協協同組合、JR北海道 ほか
- ラインプロデューサー - 牧義寛
- プロデューサー - 黄鎔淳、市川篤
- 協力プロデューサー - 反町好克、寺田元、鬼塚忠、渡部純一、Yang Bo sung
- エグゼクティブプロデューサー - 上野由洋
- 製作協力 - Promise Entertainment、株式会社DMZtokyo
- 製作委員会メンバー - アジアピクチャーズエンタテインメント、ハウステンボス、北海道テレビ放送、協立ビルディング